# Morotripta fatigata
Morotripta fatigata är en fjärilsart som beskrevs av Edward Meyrick 1917. Morotripta fatigata ingår i släktet Morotripta och familjen spinnmalar. Inga underarter finns listade i Catalogue of Life.